# وشع الماء
وشع الماء جنس نباتات عشبية رئدية مائية ثنائية المسكن من فصيلة كلويات الماء.